# Martin Häner
Martin Haner, né le 27 août 1988 à Berlin, est un joueur de hockey sur gazon allemand. Il devient champion olympique lors des Jeux olympiques d'été de 2012.

## Palmarès

### Jeux olympiques
- Jeux olympiques d'été de 2012 à Londres
  -  Médaille d'or.
- Jeux olympiques d'été de 2016 à Rio de Janeiro
  -  Médaille de bronze.